# KiBa (Getränk)
Als KiBa (für Kirsch-Banane), seltener auch BaKi oder bei einem Fruchtgehalt von 100 % auch BKS (für Banane-Kirsch-Saft),  wird ein in Deutschland angebotenes alkoholfreies Mischgetränk aus Bananen- und Kirschnektar bezeichnet. Meist wird ein Mischungsverhältnis zwischen 1:1 und 1:2 zugrunde gelegt, wobei gerade in der Gastronomie ein kleinerer Anteil des teureren Kirschnektars verwendet wird.

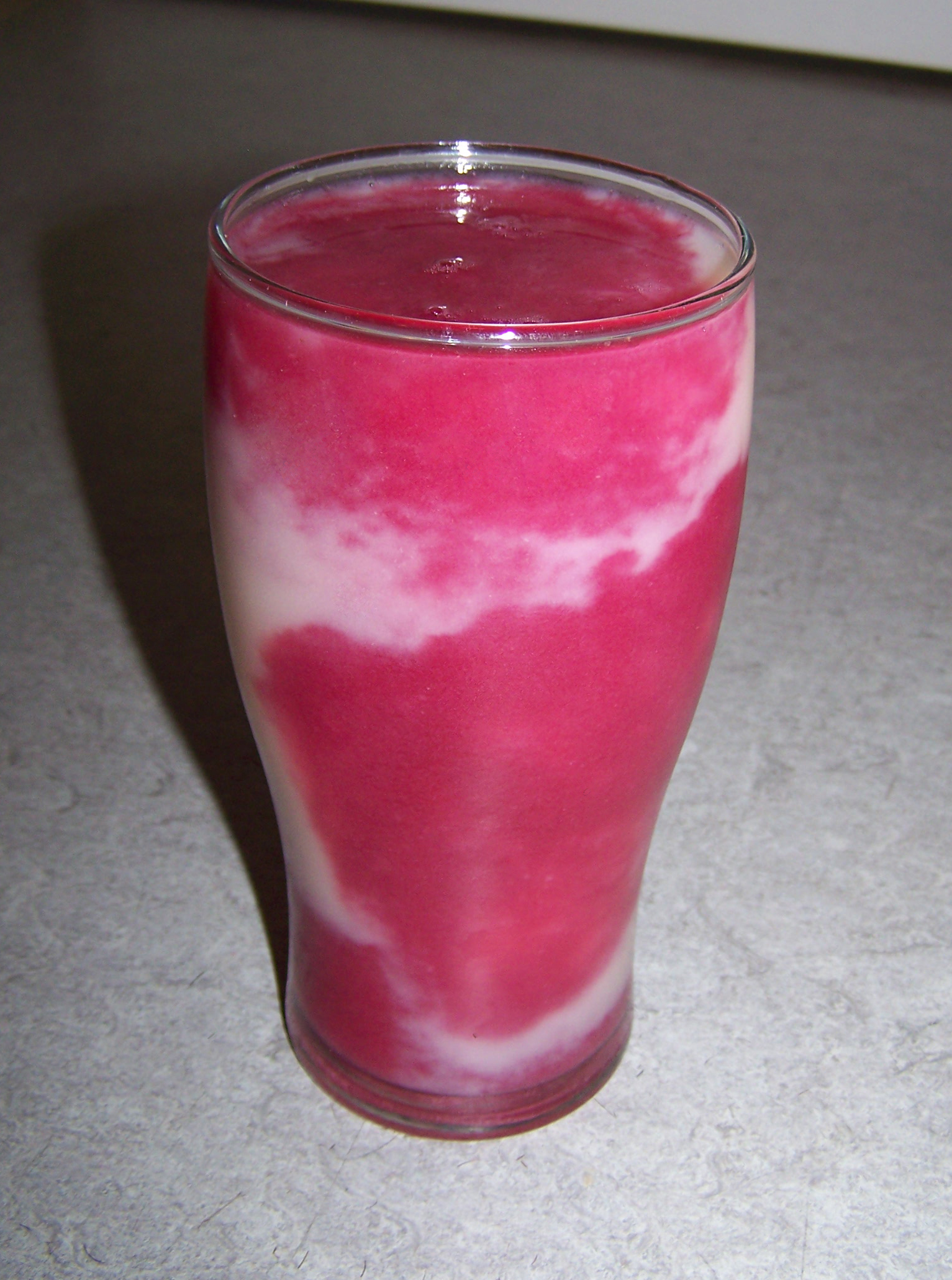
Ein Glas KiBa.

Bei KiBa handelt es sich in der Regel rechtlich gesehen nicht um Fruchtsaft. Dies liegt daran, dass die Zutaten üblicherweise nicht als Säfte mit dem rechtlich vorgeschriebenen Fruchtgehalt von 100 %, sondern lediglich als Fruchtnektare angeboten werden. Im Handel erhältliche, fertig gemischte Kirsch-Banane-Getränke sind mitunter Fruchtsaftgetränke mit einem wiederum niedrigeren Fruchtanteil und Zuckerzusatz.
Charakteristisch für KiBa ist die marmoriert-geschichtete Darreichungsform des Mischgetränks, weshalb das Getränk auch als Marmorsaft bekannt ist. Diese wird zum einen aus optischen Gründen gewählt, zum anderen, um beim Trinken die Möglichkeit zu schaffen, dass in jedem Schluck jeweils ein veränderlicher Anteil der Zutaten enthalten ist. Meist wird KiBa in der Gastronomie mit einem Trinkhalm gereicht, mitunter auch mit Eis, wobei jedoch zu beachten ist, dass das schmelzende Eis das Getränk verwässert.
Zur Zubereitung gibt man zunächst den gekühlten Kirschnektar in ein Trinkglas. Danach gießt man vorsichtig den ebenfalls gekühlten Bananennektar hinzu, um ein Vermischen zu vermeiden – der Bananennektar sinkt aufgrund seiner höheren Dichte auf den Boden des Glases. Auch eine andere Reihenfolge der Zutaten ist möglich, wobei der Kirschnektar sich aufgrund der entstehenden Turbulenzen teilweise mit dem Bananennektar mischt und somit die oben beschriebene Marmorierung erzeugt. Mitunter wird der Kirschnektar dabei bewusst am Glasrand, am Trinkhalm oder über einen Löffel eingegossen, um die Verwirbelungen beim Eingießen zu minimieren und somit die Marmorierung nicht zu gefährden.
Wegen des farblichen Kontrasts seiner Zutaten dient KiBa im Schulunterricht auch dazu, die Durchmischung zweier Stoffe durch Diffusion und das unterschiedliche spezifische Gewicht von Flüssigkeiten zu veranschaulichen.